# Lake on the Mountain Provincial Park
Lake on the Mountain Provincial Park är en park i Kanada.   Den ligger i provinsen Ontario, i den sydöstra delen av landet, 190 km sydväst om huvudstaden Ottawa. Lake on the Mountain Provincial Park ligger 126 meter över havet. Den ligger i Prince Edward County.
Terrängen runt Lake on the Mountain Provincial Park är huvudsakligen platt. Lake on the Mountain Provincial Park ligger uppe på en höjd.
Omgivningarna runt Lake on the Mountain Provincial Park är en mosaik av jordbruksmark och naturlig växtlighet. Runt Lake on the Mountain Provincial Park är det glesbefolkat, med 8 invånare per kvadratkilometer.